# Roulement sur un plan incliné
Soit un corps cylindrique de masse M (kg), de centre de gravité {\displaystyle G}, de rayon {\displaystyle R} (m), roulant sans glisser sur un plan incliné d’un angle {\displaystyle \alpha } avec l’horizontale, à une vitesse de translation {\displaystyle V} (m/s) et de rotation {\displaystyle \omega } (rad/s), le coefficient de résistance au roulement est {\displaystyle \mu }.
- Ce corps cylindrique engendre des actions statiques dues à sa masse et des réactions du plan sur lequel il repose.
- En mouvement, ce corps engendre des actions dynamiques qui lui sont propres et un couple résistant au roulement dû au contact avec le plan incliné sur lequel il se déplace.

## Actions statiques

### Actions du corps sur le plan
La fig.1 représente la décomposition de {\displaystyle {\vec {M}}} en deux composantes : la composante {\displaystyle {\vec {F}}} parallèle au plan, la force {\displaystyle {\vec {N}}} normale au plan au point de contact « a » et la réaction {\displaystyle {\vec {P}}} du plan.
{\displaystyle {\vec {F}}=|{\vec {M}}|\sin \alpha }
{\displaystyle {\vec {N}}=|{\vec {M}}|\cos \alpha }
{\displaystyle {\vec {P}}=-{\vec {N}}}.

### Réactions du plan
Dans la figure 3, le plan s’oppose au roulement selon une force {\displaystyle {\vec {T}}} qui est la réaction du plan, dont le coefficient de résistance au roulement est {\displaystyle \mu }.
Le couple résistant sera {\displaystyle {\vec {T}}R={\vec {N}}\mu }, comme {\displaystyle {\vec {N}}={\vec {M}}\cos \alpha }, nous aurons :
{\displaystyle {\vec {T}}={\frac {\mu }{R}}{\vec {M}}\cos \alpha },
force qui s’oppose à {\displaystyle {\vec {F}}}.

### Force résultante
La force résultante qui fait rouler le corps sera {\displaystyle {\vec {F}}_{r}={\vec {F}}-{\vec {T}}} et comme {\displaystyle {\vec {F}}={\vec {M}}\sin \alpha }, nous obtenons
{\displaystyle {\vec {F}}_{r}={\vec {M}}\sin \alpha -{\vec {M}}{\frac {\mu }{R}}\cos \alpha },
et en simplifiant :
{\displaystyle {\vec {F}}_{r}={\vec {M}}(\sin \alpha -{\frac {\mu }{R}}\cos \alpha )}

## Actions dynamiques
Énergie cinétique de translationc’est l’énergie produite par le corps qui se déplace par rapport à un plan (en joules).
{\displaystyle E={\frac {1}{2}}Mv^{2}}
Énergie cinétique de rotationc’est l’énergie produite par la rotation d’un corps autour d’un axe (le plus souvent passant par son centre de gravité).
{\displaystyle E={\frac {1}{2}}I\omega ^{2}}, avec le moment d’inertie {\displaystyle I=kMR^{2}}, où k est un coefficient qui dépend de la forme du corps. En remplaçant {\displaystyle I} par sa valeur, nous obtenons :
{\displaystyle E={\frac {1}{2}}kMR^{2}\omega ^{2}}
Énergie cinétique totale produitec’est la somme des deux énergies précédentes.
{\displaystyle E={\frac {1}{2}}MV^{2}+{\frac {1}{2}}kMR^{2}\omega ^{2}} et comme {\displaystyle V^{2}=R^{2}\omega ^{2}}, nous obtenons :
{\displaystyle E=({\frac {1}{2}}+{\frac {1}{2}}k)MV^{2}}
En remplaçant k par sa valeur en fonction du corps nous obtenons (k=1/2 pour un disque plein, k=1 pour une jante et k=2/5 pour une sphère), et comme {\displaystyle V^{2}=2{\vec {a}}L}, où {\displaystyle L} est la distance parcourue par le corps, {\displaystyle {\vec {a}}} est l’accélération prise par le corps = {\displaystyle g(\sin \alpha -{\frac {\mu }{R}}\cos \alpha )}, nous aurons pour les 3 corps différents :
1. pour un disque plein (k=1/2), {\displaystyle E={\frac {3}{4}}MV^{2}}, soit:
  - {\displaystyle E={\frac {3}{2}}{\vec {M}}(\sin \alpha -{\frac {\mu }{R}}\cos \alpha )L}
2. pour une jante (k=1), {\displaystyle E=MV^{2}}, soit :
  - {\displaystyle E=2.{\vec {M}}(\sin \alpha -{\frac {\mu }{R}}\cos \alpha ).L}
3. pour une sphère (k=2/5), {\displaystyle E={\frac {7}{10}}MV^{2}}, soit :
  - {\displaystyle E={\frac {7}{5}}{\vec {M}}(\sin \alpha -{\frac {\mu }{R}}\cos \alpha )L}

## Condition de roulement
Pour qu’il y ait mouvementpour qu’il y ait mouvement le couple moteur {\displaystyle {\vec {F}}R} doit être supérieur au couple résistant :
{\displaystyle {\vec {F}}R>{\vec {T}}R} comme {\displaystyle {\vec {T}}R=\mu {\vec {N}}}, que {\displaystyle {\vec {N}}={\vec {M}}\cos \alpha } et {\displaystyle {\vec {F}}={\vec {M}}\sin \alpha }, nous aurons :
{\displaystyle {\vec {M}}\sin \alpha >{\frac {\mu }{R}}{\vec {M}}\cos \alpha } et en simplifiant :
{\displaystyle \tan \alpha >{\frac {\mu }{R}}}
Pour qu’il n’y ait pas glissementil n’y aura pas de glissement tant que {\displaystyle ||{\vec {T}}||\leq \mu ||{\vec {N}}||}, d’après la loi du frottement de Coulomb.
{\displaystyle {\vec {T}}} dépend également de la forme {\displaystyle k} des corps.
{\displaystyle {\vec {T}}={\frac {k{\vec {M}}\sin \alpha }{1+k}}<\mu {\vec {M}}\cos \alpha }, d’où :
{\displaystyle \tan \alpha <\mu {\frac {1+k}{k}}}